# Бреслер, Николай Эрнестович
Николай Эрнестович Бреслер (1869—?) — русский  военный деятель, полковник. Герой Первой мировой войны, участник Русско-японской и Гражданской войн.

## Биография
В 1886 году после окончания Петровско Полтавского кадетского корпуса. В 1887 году после окончания  Константиновского военного училища по I разряду произведён в подпоручики и выпущен в 16-й стрелковый полк. В 1891 году  произведён в поручики, в 1900 году в штабс-капитаны. В 1901 году после окончания Офицерской стрелковой школы «успешно» произведён в капитаны, командир роты.
С 1904 году участник Русско-японской войны, за боевые отличия в этой войне был награждён орденами  Святого Станислава и Святой Анны 2-й степени с мечами.
В 1909 году Бреслер командир 1-й роты 16-го стрелкового полка, несшей охранную службу на Южном берегу Крыма у Ливадийского дворца. С ней связан эпизод испытания Николаем II нового обмундирования русской пехоты. Он отметил в дневнике: «24-го октября 1909. Суббота. Утром надел рубашку 16-го Стр[елкового] полка и полное походное снаряжение и отправился по Ливадии и Ореанде. Вернулся через час и сорок минут довольный испытанием, но мокрый насквозь...»
Командир полка Кияновский и командир 1-й роты Бреслер испросили разрешение зачислить Николая II в роту и на перекличке вызывать его, как рядового. Государь на это согласился и потребовал себе солдатскую послужную книжку, которую собственноручно заполнил. В графе «Имя» Император написал: «Николай Романов». А в графе «Срок службы» – «До гробовой доски».
В 1910 году произведён в подполковники. С 1914 года участник Первой мировой войны. С 1915 года  полковник — командир  10-го стрелкового полка (13.07—17.12.1915). С 1916 года состоял в резерве чинов при штабе Двинского военного округа.

Высочайшим приказом от 10 ноября 1915 года  за храбрость был награждён Георгиевским оружием: 
За то, что в пятидневном бою на Щереке и Берещице 26-29-го августа 1914 года, состоя в 16-м Стрелковом Императора Александра III полку и временно командуя этим полком, 28-го и 29-го августа при занятии леса к востоку от с. Попеляны, успешно отражал в течение 2 суток бешенные штыковые атаки превосходящих сил противника и удержал за собой этот чрезвычайно важный пункт. Будучи контужен в грудь и ранен в ногу, остался в строю до конца боя.
После Октябрьской революции служил в ВСЮР, в 1920 году попал в плен.

## Награды
- Орден Святого Станислава 2-й степени с мечами  (ВП 20.10.1905)
- Орден Святой Анны 2-й степени с мечами (ВП 28.06.1907)
- Георгиевское оружие (ВП 10.11.1915)
- Орден Святого Владимира 3-й степени с мечами (ВП 25.12.1915)